# Hammam Bab al-Ahmar

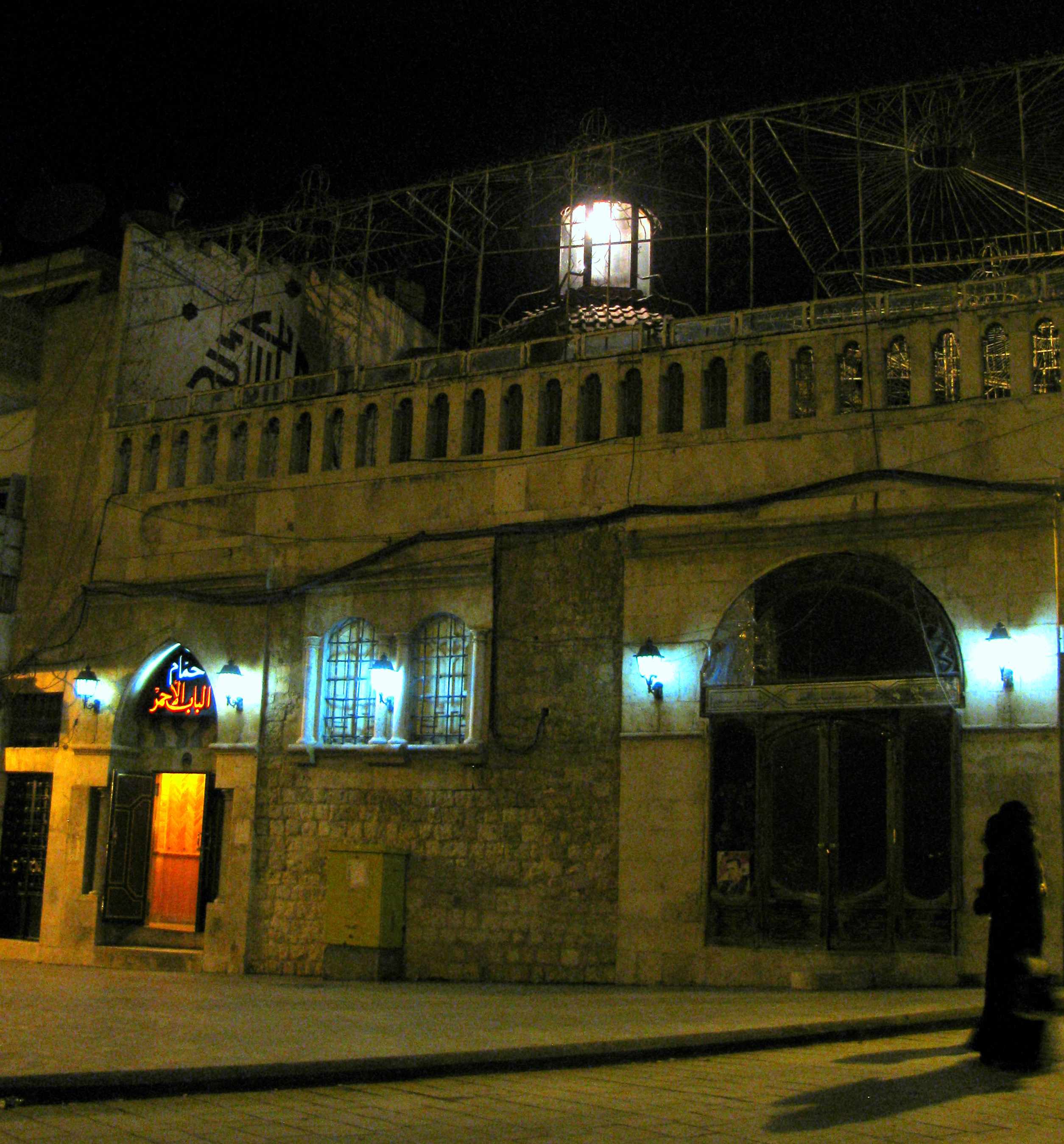
Entrée du hammam en 2008.

Le hammam Bab al-Ahmar (ce qui signifie hammam de la Porte Rouge, du nom de la porte à proximité) est un hammam sis à Alep, deuxième ville par le nombre d'habitants de Syrie, au nord du pays. Situé dans la vieille ville, près de la citadelle d'Alep, il est célèbre par son dôme et son décor de l'époque ottomane. Il est fermé et gravement endommagé à cause du conflit syrien.